# Bardo (praktyka)
Bardo (tyb.), Joga Stanu Pośredniego – praktyka religijna buddyzmu Diamentowej Drogi, która poprzez rozpoznanie natury zjawisk w okresie między śmiercią a ponownymi narodzinami a ściśle w okresie bardo stawania się, prowadzi do osiągnięcia całkowitego wyzwolenia. Jest to jedna z Sześciu Jog Naropy.